# Medicina maya
La medicina maya se practica en cada región de una forma particular, sin embargo, a pesar de las diferencias que puedan presentarse, comparten aspectos que en cierto modo hacen similares estas prácticas en aspectos como el origen de las enfermedades, las causas y su tratamiento.
Para los mayas, el origen de los males y las enfermedades estaba íntimamente relacionado con los aspectos morales y religiosos. La principal creencia era que éstas provenían del enojo de los dioses, sin embargo también se contemplaba la presencia de "malo" que se usaba para las enfermedades más mortales.

## Dzac Yah
Estos eran los verdaderos médicos mayas, puesto que tenían un amplio conocimiento de las plantas medicinales y sus propiedades curativas. Fueron, tal vez, los únicos que establecieron tratamientos de acuerdo con la sintomatología o diagnóstico de las enfermedades de las que elaboraban amplios registros. Los hierberos o hierbateros como también se les denomina, son personas que poseen la habilidad de interpretar las características somáticas de una enfermedad (mediante la plática con el paciente y la auscultación, si es necesario) y establecer acciones basadas en el diagnóstico de la misma.
La fortaleza de los tratamientos de las enfermedades residía principalmente en el uso de las hierbas, sin embargo también empleaban métodos complementarios tales como el sangrado mediante el uso de sanguijuelas o utilizando colmillos secos de víbora de cascabel, el punzado con espinas de puerco espín, pescado o maguey, al igual que los apretones y masajes para curar ciertas dolencias.
De todos los curanderos o “médicos mayas”, los dzac-yahes son los que cuentan con un método de curación muy reconocido por su alta eficacia. Incluso gran cantidad de remedios y sanaciones practicadas por estas personas aún tienen gran uso y aceptación entre los descendientes del pueblo maya.
Un ejemplo está en la población de Dziuché en el estado de Quintana Roo. Estos se han popularizado mucho por curar todo tipo de enfermedades y han sido muy recurridos por la gente que prefiere la medicina natural que la medicina moderna.

## Plantas y derivados utilizados por los mayas

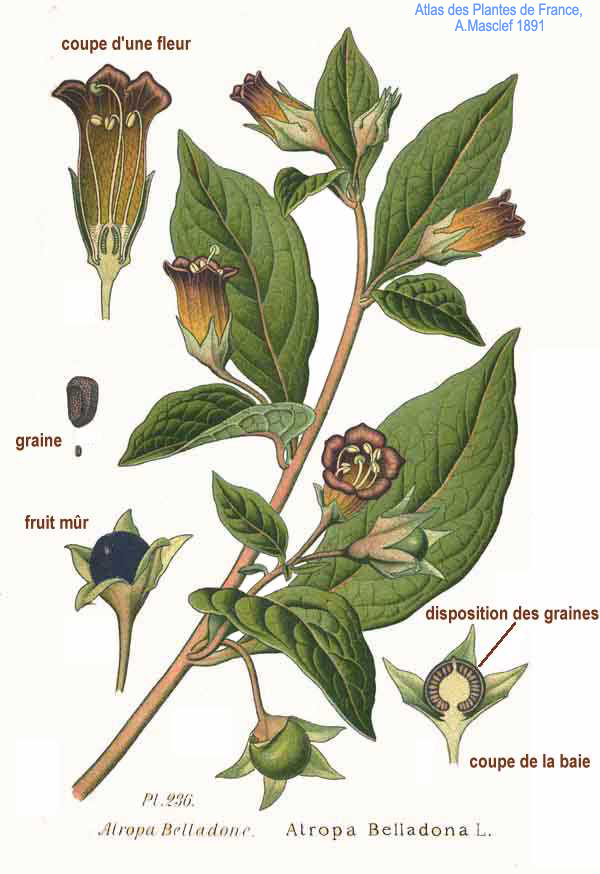
Planta de belladona.

Entre las hierbas que los curanderos mayas utilizan para hacer sanaciones se encuentran:
- Azahar: Es un calmante para los que padecen tensión nerviosa y también sirve como diurético.
- Pomolché (Jatropha gaumeri): La savia de esta planta sirve para el tratamiento de granos difíciles y la viruela.
- Guayaba: Las hojas de esta planta sirven para el tratamiento de la escabiosis o sarna ,para bajar de peso y para bajar el azúcar en la sangre.
- Ciruela: Las hojas de este árbol son usadas para eliminar el sarpullido
- Granos de maíz: era medicina espiritual ya que era muy importante , también el cabello del maíz era utilizado para las enfermedades de los riñones.
- El lapok: La resina sacada por decocción de la raíz y corteza fue utilizada como incienso para la purificación ritual y sanación espiritual, física y mental , se sigue usando hoy en día por sus descendientes.De uso delicado ya que se dice que saca el frío del interior y lleva un tabú en el que es prohibido bañarse en los días posteriores al ritual.
- La miel de abejas silvestres: De variedades de abejas originarias de la región como ser de jimerito y miel grande.
- Resinas de árboles además del copal utilizaban resinas de muchos otros árboles de la región para sus rituales, ceremonias sagradas y de sanación.